# Barili
Barili est une municipalité de la province de Cebu, au centre-ouest de l'île de Cebu, aux Philippines.

## Généralités
Elle est entourée des municipalités de Dumanjug au sud, Aloguinsan au nord, Sibonga-Carcar à l'est, et du Détroit de Tañon à l'ouest.
Elle est administrativement constituée de 42 barangays (quartiers/districts/villages) :
- Azucena
- Bagakay
- Balao
- Bolocboloc
- Budbud
- Bugtong Kawayan
- Cabcaban
- Campangga
- Dakit
- Giloctog
- Guibuangan
- Giwanon
- Gunting
- Hilasgasan
- Japitan
- Cagay
- Kalubihan
- Kangdampas
- Candugay
- Luhod
- Lupo
- Luyo
- Maghanoy
- Maigang
- Malolos
- Mantalongon
- Mantayupan
- Mayana
- Minolos
- Nabunturan
- Nasipit
- Pancil
- Pangpang
- Paril
- Patupat
- Poblacion
- San Rafael
- Santa Ana
- Sayaw
- Tal-ot
- Tubod
- Vito

Sa population en 2019 est d'environ 80 000 habitants.